# Saxifraga maxionggouensis
Saxifraga maxionggouensis är en stenbräckeväxtart som beskrevs av J.T. Pan. Saxifraga maxionggouensis ingår i Bräckesläktet som ingår i familjen stenbräckeväxter. Inga underarter finns listade i Catalogue of Life.